# Mejbod megye
Mejbod megye (perzsa nyelven: شهرستان میبد) Irán Jazd tartományának északi, középső elhelyezkedésű megyéje az ország középső részén. Délen Askezar megyével, délnyugaton Taft megyével, nyugaton Iszfahán tartománnyal, északról pedig Ardakán megyével határos. Székhelye az 58 000 fős Mejbod városa. Összesen három város tartozik a megyéhez: Mejbod, a megye székhelye, Nadusan, illetve Bafruije. A megye lakossága 70 728 fő. A megye három kerületre oszlik: Központi kerület, Nadusan kerület, Bafruije kerület.

## Fordítás
- Ez a szócikk részben vagy egészben  a   Meybod County című angol Wikipédia-szócikk ezen változatának fordításán alapul.  Az eredeti cikk szerkesztőit annak laptörténete sorolja fel. Ez a jelzés csupán a megfogalmazás eredetét és a szerzői jogokat jelzi, nem szolgál a cikkben szereplő információk forrásmegjelöléseként.